# Národní akademie věd Ázerbájdžánu
Národní akademie věd Ázerbájdžánu, ázerbájdžánsky Azərbaycan Milli Elmlər Akademiyası, je národní akademie věd státu Ázerbájdžán.

## Historie
Akademie byla založena v roce 1945 v Baku radou ministrů. Jejím předchůdcem byla Ázerbájdžánská společnost pro vědecký výzkum a studia, která byla připojena k státní univerzitě v Baku a později k ruské akademii věd. Zakládajícími členy ázerbájdžánské akademie věd byli i skladatel Uzeir Hadžibekov a básník Səməd Vurğun.

## Organizace
Ázerbájdžánská akademie věd je rozdělena do pěti oddělení:
- Fyzika, matematika a technické vědy
- Chemie
- Geo- a environmentální vědy
- Biologie
- Humanitní a společenské vědy

Členové jsou voleni.

## Prezidenti
- Mir-Asadulla Mirgasimov, 1945–1947
- Jusif Mammadalijev, 1947–1950 a 1958–1961
- Musa Alijev, 1950–1958
- Zahid Khalilov, 1961–1967
- Rustam Ismajilov, 1967–1970
- Hasan Abdullajev, 1970–1983
- Eldar Salajev, 1983–1997
- Faramaz Magsudov, 1997–2000
- Mahmud Karimov, 2000-2013
- Akif Əlizadə, od 2013